# 戸張東夫
戸張東夫（とばり はるお、1938年7月9日 -2022年1月9日、享年83 ）は、日本の中国映画・社会・政治・外交評論家。

## 来歴
東京生まれ。東京外国語大学中国語科卒業。読売新聞入社、香港特派員。帰国後、東京本社編集局勤務。産業能率大学経営情報学部教授を務めた。
中国語圏の映画に関する活動は最初は愛好家としてスタートしたが、やがて評論をするようになり、最終的に山田辰雄らの理解もあり学術・研究までもっていった。

## 著書
- 『華国鋒vs.鄧小平 対立の軌跡 China watching 1980』新泉社 1981
- 『革命 革革命 革革革命 中国報道の現場から』日中出版 1982
- 『鄧小平の戦略 China watching 1982』霞山会 1983
- 『台湾の改革派』亜紀書房 1989
- 『誰も書けなかった「天安門事件」のその後』アイペックプレス 1990
- 『映画で語る中国・台湾・香港』1991 丸善ライブラリー
- 『スクリーンの中の中国・台湾・香港』1996 丸善ブックス
- 『香港 1997年を越えて』1997 丸善ライブラリー

## 共著
- 『台湾・香港Q&A100 東アジアの激震地』劉文甫共編著 亜紀書房 1996
- 『台湾映画のすべて』廖金鳳,陳儒修共著 2006 丸善ブックス

## 翻訳
- ヤープ・ファン・ヒネケン『中国の左翼 林彪と江青の栄光と没落』山田侑平共訳 日中出版 1978
- 丁望『評伝崋国鋒』新泉社 1978
- A.ドーク・バーネット『米中国交 アメリカの戦略』日中出版 1978 現代中国双書
- 栄維『北京の春』日中出版 1980
- イアン・スチュアート『標的は北京』角川書店 1981
- 江之楓『鄧小平最期の闘争 「中南海」56日の真実 インサイド・ドキュメント』徳間書店 1990

## 参考
- 「スクリーンの中の中国・台湾・香港」著者紹介